# Kozara (Ukraina)
Kozara (ukr.  Козарі) – wieś na Ukrainie, w obwodzie iwanofrankiwskim, w rejonie rohatyńskim. 
W II Rzeczypospolitej w powiecie rohatyńskim województwa stanisławowskiego. W 1944 nacjonaliści ukraińscy z OUN-UPA zamordowali tutaj 10 Polaków.